# Rick Druschel
Richard Dennis Druschel (Ellwood City, 15 gennaio 1952) è un ex giocatore di football americano statunitense che ha militato nel ruolo di offensive guard nella National Football League (NFL).

## Carriera
Druschel fu scelto nel corso del sesto giro (150º assoluto) del Draft NFL 1974 dai Pittsburgh Steelers. Giocò una sola stagione da professionista per un totale di 11 partite, andando a vincere il Super Bowl IX contro i Minnesota Vikings.

## Palmarès

### Franchigia
- Super Bowl : 1

Pittsburgh Steelers: IX
- American Football Conference Championship: 1

Pittsburgh Steelers: 1974